# Sleepytime Gorilla Museum
Sleepytime Gorilla Museum (używany skrót: SGM) to amerykańska awangardowa grupa rockowa założona w 1999 w Oakland w Kalifornii.

## Historia
Po rozwiązaniu Idiot Flesh, Dan Rathbun i Nils Frykdahl wraz z Moe! Staiano i Davidem Shamrockiem i członkinią Charming Hostess (Rathbun i Frykdahl również byli jego członkami) Carlą Kihlstedt założyli Sleepytime Gorilla Museum. Pierwszy koncert odbył się 22 czerwca 1999. Następnej nocy dostali nagrodę publiczności.
Podczas nagrywania Grand Opening and Closing (2001) perkusista David Shamrock opuścił zespół, a zastąpił go Frank Grau. Grau współpracował przy wydaniu albumu, rozpoczął pierwsze tournée i kierował zespołem.
W trakcie sesji nagraniowej do następnej płyty Of Natural History (2004), Grau opuścił zespół, a na jego miejsce przyszedł nowy perkusista Matthias Bossi, wcześniej w Skeleton Key. Podczas trasy koncertowej promującej Of Natural History odszedł Moe! Staiano's, a dołączył nowy multi-instrumentalista - Michael Mellender. W styczniu 2006 roku Sleepytime Gorilla Museum podpisali kontrakt z wytwórnią The End Records, która ponownie wydała ich debiutancką płytę wzbogaconą o trzy utwory bonusowe.
Niedługo potem ogłosili, że pracują nad nowym albumem i planują wstępnie wydać go w marcu 2007. Na początku 2007 r., przedstawiono tytuł i listę utworów planowanego trzeciego albumu studyjnego, In Glorious Times, oraz poinformowano o przełożeniu wydania płyty na 29 maja 2007. Zanim się ukazała mp3 i teledysk, "Helpless Corpses Enactment" został udostępniony w Internecie.

## Dyskografia

### Albumy studyjne
- Grand Opening and Closing (2001)
- Of Natural History (2004)
- In Glorious Times (2007)

### Albumy koncertowe
- Live (2003)